# تپه یحیی دیمی
تپه یحیی دیمی مربوط به هزاره دوم و اول قبل از میلاد - سدهٔ ۸–۶ ه.ق است و در شهرستان نقده، بخش مرکزی، دهستان بیگم قلعه، روستای بیگم قلعه واقع شده و این اثر در تاریخ ۷ خرداد ۱۳۸۷ با شمارهٔ ثبت ۲۲۸۶۱ به‌عنوان یکی از آثار ملی ایران به ثبت رسیده است.